# Leucopogon amplexicaulis
Leucopogon amplexicaulis är en ljungväxtart som först beskrevs av Edward Rudge, och fick sitt nu gällande namn av Robert Brown. Leucopogon amplexicaulis ingår i släktet Leucopogon och familjen ljungväxter. Inga underarter finns listade i Catalogue of Life.